# Надежда (Свердловский район)
Надежда — деревня в Свердловском районе Орловской области. Входит в состав Яковлевского сельского поселения.

## География
Расположена на правом берегу реки Бич в 6 км к северо-западу от Змиёвки и в 34 км к юго-юго-востоку от центра Орла. Находится в скоплении деревень, примыкающем к деревне Яковлево (сюда входят также Хвощино, Чибисы, Барыковка, Цуканы).
Ближайшая ж.-д. платформа 418 км (на линии Орёл — Курск) находится в 2,5 км к северо-востоку.
В деревне одна улица — Нижняя.

## Население
| 2010 |
| ---- |
| 20   |